# Москва шнит
Москва шнит је оригинални београдски рецепт за воћну торту, настао као специјалитет Хотела „Москва” 1974. године. Рецепт је саставила Аница Џепина, прва шефица нове посластичарнице, која је исте те године отворена у склопу овог чувеног београдског хотела на Теразијама. Хотел „Москва” заштитио је овај рецепт као свој оригинални бренд.
Основни састојци ове торте су вишње, ананас, бадем и кекс Пти-бер.

## Историја
До 1974. године београдски хотел „Москва” није имао посластичарницу, па су на менију, као десерт, углавном била пецива од лиснатог теста и крофне. Када је посластичарница отворена прва шефица, Аница Џепина, добила је задатак да осмисли, по узору на бечке посластичарнице, нове, оригиналне укусе, достојне овог познатог и цењеног хотела. Тада је ова креативна куварица, осим Москва шните, осмислила и друге оригиналне рецепте за десерте, међу којима су најпознатији торта Александра, торта Анушка, ролат Каракас и многи други.
Данас се у овој посластичарници послужи више од 200 порција дневно. Како се Москва шнит показао као веома популарна посластица, али и уносна инвестиција, хотел Москва је овај рецепт заштитио и брендирао.
Москва шнит је лагана, светла и свечана торта. Постоје разне, незваничне верзије рецепта. У једној од њих се, поред вишњи и ананаса, торти додају и брескве из компота, у другој се ананас мењао малинама или бресквама, а различити шефови посластичарнице су уносили своје мале измене. Оригиналан рецепт је ипак остао најпожељнији и најпопуларнији.

## Припрема москва шнита
Иако је оригинални рецепт тајна, у једном интервјуу Аница Џепина је ипак открила неке детаље због којих је Москва шнит једна од најпопуларнијих посластица ове посластичарнице:
- Ананас и вишње треба густо скувати и оцедити, што је тајна која воћу продужава рок трајања, па торта може стајати дуго, а да се не поквари.
- Кора се прави од млевених ораха у које се додаје по једна кашика брашна и Пти-бер кекса који садржи довољно масноће за пожељну текстуру и укус. У смесу за коре додаје се и бадем, да би маса била бела.
- Фил се прави од два крема који се посебно кувају и потом спајају у жути путер крем (шампонез крем), који даје пенасту структуру.
- Торта се декорише свежим шлагом непосредно пре сервирања, а поврх шлага је пожељно, као украс, наређати и неколико листића бадема.
- Торта се најбоље сече када је полузамрзнута, а служи се хладна.[2]

### Рецепт сличан оригиналном
Састојци:
За 4 коре:
- 16 беланаца
- 16 кашика шећера
- 24 кашике млевених ораха
- 4 кашике млевених лешника
- 4 кашике брашна

За фил:
- 16 жуманца
- 12 кашика шећера
- 1 пудинг од ваниле
- 500 мл млека
- 1 кашика густина
- 250 гр маслаца

За надев и украшавање:
- 500 мл слатке павлаке
- 500 гр вишања
- 1 мања конзерва ананаса
- 150 гр печених, сецканих лешника (оригинално бадема)

Припрема:
Миксером умутити 4 беланца, затим постепеним додавањем 4 кашике шећера измиксати у гушћи шам. Додати 1 кашику брашна, 6 кашика млевених ораха и 1 кашику млевених лешника. Лагано промешати варјачом. Сипати у плех величине 23 x 33 cm и пећи око 12-13 минута на 200 °C. Поновите поступак и за преостале три коре.
За фил добро умутити жуманца и шећер, затим додати густин и пудинг који су размућени са 150 мл млека и све лепо сјединити. Остатак млека ставити да прокува и додати у умућену смесу. На тихој ватри кувати уз непрестано мешање варјачом. Фил охладити а онда му додати умућени маслац. Пред филовање умутити слатку павлаку.
Слагање торте
- Прва кора — фил, вишње, сецкани лешници и умућена слатка павлака
- друга кора — фил, ананас исечен на коцкице, лешник и слатка павлака
- трећа кора — фил, вишње, ананас, лешник и слатка павлака — четврта кора, која се украшава по жељи.[3]